# Final Analysis
Final Analysis (Análisis final en España o Deseo y decepción en México y Chile) es una película de suspense estadounidense del director Phil Joanou del año 1992 con Richard Gere, Kim Basinger y Uma Thurman en los papeles principales.

## Argumento
En San Francisco trabaja el psiquiatra Isaac Barr, quien trata a Diana Baylor, una mujer con recuerdos traumáticos de su infancia. Un día Barr conoce a su hermana Heather Evans, que con su conocimiento acerca de su infancia debe ayudar en el tratamiento, con el fin de que Diana pueda acordarse de toda su infancia, para así digerirla. Con el tiempo Heather, que está casado con un gánster griego, seduce a Barr y comienzan un amorío.
Un día Heather consigue que Barr, toque unas pesas, con las que asesina a su marido Jimmy Evans. Lo hace como parte de su plan de cobrar su seguro de vida en valor de 4 millones de dólares. Para que esto sea posible, ella usó a su hermana, encargándose que lo visitara, para así poder entrar en contacto con él de acuerdo a su plan. en la que también lo espió para poder manipularlo. Luego ella quiere incriminar a Barr para salirse con la suya queriéndosela dar a un detective que tiene que ver con el caso, pero Barr, que hasta entonces se ha dado cuenta de todo y tiene pruebas de lo que ha estado haciendo Heather, aparece en el lugar de la entrega y toca la barra de nuevo, por lo que el plan de Heather fracasa. 
Heather, que tiene una pistola y ellos no, quiere entonces secuestrar y matar a Barr para vengarse de él por haber destruido su plan y para no ir a la cárcel por lo que hizo. Para ello ella también quiere secuestrar y matar al detective queriendo aprovecharse de que en ese momento tiene una coartada que le posibilitará hacer eso. Los lleva para ello con un coche, pero ellos consiguen distraerla lo suficiente como para poder escapar de ella. 
Finalmente la última batalla ocurre en un faro cerca del lugar donde escaparon. Allí Barr consigue a duras penas matar a Heather en defensa propia aprovechándose de una diversión causada por el detective Huggins para salvarlo y el detective, dándose cuenta de la verdad a través de las acciones de Heather, absuelve a Barr de lo ocurrido. Finalmente se investiga a Diana después de los acontecimientos para averiguar su implicación en el asunto y se llega a la conclusión que fue utilizada por su hermana. Por ello la absuelven y la dejan luego en paz.

## Reparto
- Richard Gere - Dr. Isaac Barr
- Kim Basinger - Heather Evans
- Uma Thurman - Diana Baylor
- Eric Roberts - Jimmy Evans
- Paul Guilfoyle - Mike O'Brien
- Keith David - Detective Huggins
- Robert Harper - Alan Lowenthal
- Agustín Rodriguez - Pepe Carrero
- Rita Zohar - Dr. Grusin
- George Murdock - Juez Costello
- Shirley Prestia - Fiscal del distrito Kaufman

## Producción
Desde los títulos de crédito, próximos a los que diseñaba Saul Bass para Alfred Hitchcock, se puede deducir que el director de la película Phil Joanou quiso hacer una película al estilo de las del maestro del suspense. Incluso se encuentran referencias a clásicos de la filmografía del cineasta británico, como Recuerda (1945), Vértigo (1958) y Psicosis (1960).
La película empezó a rodarse a finales de abril de 1991 y se filmó en San Francisco, Pigeon Point, Los Ángeles y Burbank. Todas las localidades están en California, Estados Unidos. Una vez hecha, se estrenó el 7 de febrero de 1992.

## Recepción
En el portal de información cinematográfica IMDb la película ha sido valorada por usuarios de ese portal. Allí recibió con 14 504 votos registrados una media ponderada de 5,9 sobre 10..
El portal Decine21 opina, que la película es un complejo thriller deudor de Hitchcock y de títulos de cine negro como Perdición, aunque excesivamente enrevesado y con gratuitas dosis de erotismo.

## Premios
- Premios MTV (1992): Una Nominación
- Premios Razzie (1992): 3 Nominaciones